# وبا
وَبا، مرگامرگی یا کالِرا (به انگلیسی: Cholera) عفونت روده کوچک توسط برخی از سویه‌های باکتری ویبریو کلرا است. نشانه‌های این عفونت ممکن است از هیچ، خفیف تا شدید متغیر باشند. نشانه کلاسیک آن مقادیر زیاد اسهال آبکی است که چند روز طول می‌کشد. استفراغ و گرفتگی عضلات نیز ممکن است رخ دهد. میزان اسهال می‌تواند آنقدر شدید باشد که در عرض چند ساعت منجر به کم‌آبی شدید و عدم تعادل الکترولیت شود. این وضعیت ممکن است منجر به فرو رفتگی چشم ها سردی پوست، کاهش خاصیت ارتجاعی پوست و چین و چروک دست‌ها و پاها شود. کم‌آبی می‌تواند باعث آبی شدن پوست شود. علائم دو ساعت تا پنج روز پس از قرار گرفتن در معرض آن شروع می‌شود. این باکتری معمولاً با نوشیدن آب آلوده یا خوردن ماهی و صدف نپخته یا از طریق سبزیجات آلوده شده وارد بدن شود. انسان تنها میزبان شناخته شده وبا است. وبا را می‌توان با آزمایش مدفوع تشخیص داد.
درمان اصلی برای افراد مبتلا او آر اس (ORS)، جایگزینی مایعات و الکترولیت‌ها با استفاده از محلول‌های کمی شیرین و نمکی است. محلول‌های مبتنی بر برنج ترجیح داده می‌شوند. مکمل روی در کودکان مفید است. در موارد شدید، مایعات داخل وریدی، مانند لاکتات رینگر، ممکن است مورد نیاز باشد و آنتی‌بیوتیک‌ها ممکن است مفید باشند. آزمایش برای اینکه ببیند وبا به کدام آنتی‌بیوتیک حساس است می‌تواند به انتخاب کمک کند.
مهم‌ترین راه انتقال وبا، سبزی‌های آلوده‌است. سبزی‌هایی که در هنگام کاشته شدن با کود انسانی تغذیه می‌شوند دارای بیشترین آلودگی هستند. وبا در طول تاریخ هفت بار همه‌گیری جهانی گسترده داشته‌است. امروزه وبا بیشتر در کشورهای جهان سوم به علت وضعیت ناسالم و آلودگی برخی آب های آشامیدنی دیده می‌شود. این باکتری در میوه‌ها، سبزیجات خام، آب‌های ساکن (راکد)، محصولات دریایی و غذاهای آلوده وجود دارد. در دورهٔ این بیماری از مصرف لبنیات غیر پاستوریزه باید پرهیز کرد.
به گفته سازمان بهداشت جهانی سالیانه حدود چهار میلیون نفر به این بیماری مبتلا می‌شوند که تقریباً ۱۴۳ هزار نفر جان خود را از دست می‌دهند که بسیاری از مبتلایان علائم خفیفی داشته که اگر درمان نشود، می‌تواند در عرض چند ساعت جان مبتلا را بگیرد.

## شناسایی باکتری وبا
- روبرت کخ، دانشمند آلمانی، کاشف بیماری وبا است.
- بیماری وبا نخستین بار به شکل علمی توسط پزشک پرتغالی، گارسیا ده اورتا (Garcia de orta) در هندوستان در سال ۱۵۶۳ توصیف شد[۱۷].
- جان اسنو پزشک مخصوص ملکه انگلستان، ارتباط میان وبا و آشامیدن آب را در سال ۱۸۵۴ کشف کرد.
- روبرت کخ، پزشک آلمانی، برای اولین بار در سال ۱۸۸۳ باکتری وبا را جداسازی و شناسایی کرد[۱۸]. این باکتری، سی سال پیش از آن، به‌دست کالبدشناس ایتالیایی، فیلیپو پاچینی (Filippo Pacini)، جدا و شناسایی شده بود، ولی نتایج کارهای او ناشناخته بود. جان اسنو و روبرت کخ نتیجهٔ آزمایش‌های پیشین پاچینی را نمی‌دانستند و برای این کشف سرشناس شدند.

## نشانه‌های بیماری

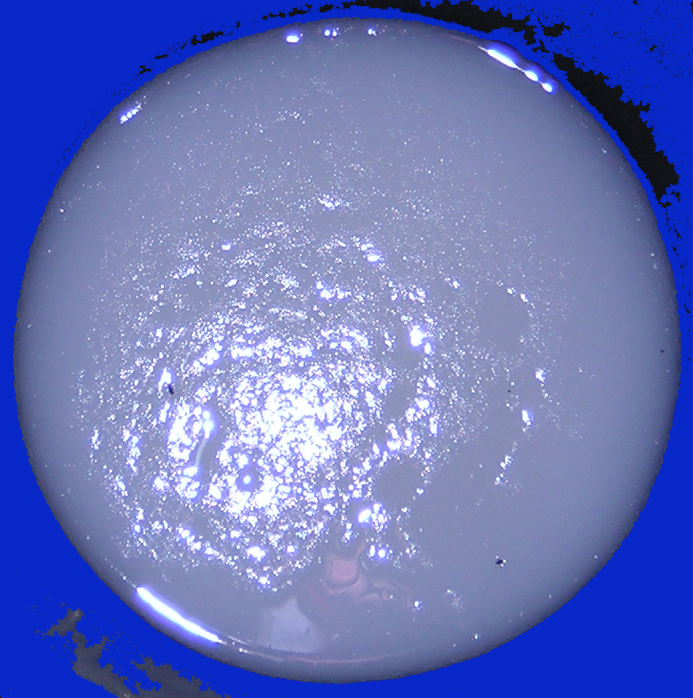
اسهال یک وبای معمولی که شبیه «آب برنج» است

آغاز ناگهانی اسهال رقیق شدید و بدون درد و تب از نشانه‌های بیماری وبا است. اسهال وبایی به اسهال آب برنجی معروف است و فرد بیمار گاه روزانه بیش از ۳۰لیتر آب دفع می‌کند که این مقدار دفع آب باعث اسیدوز و نهایتاً می‌تواند منجر به مرگ فرد شود. کمتر از ۵٪ بیماران وبایی تب دارند. گاهی در آغاز بیماری استفراغ دیده می‌شود. بیمار احساس تشنگی دارد و بی‌قرار است، از درد پشت ساق پا شاکی است، زبان خشک، چشم‌ها گودرفته و نبض ناتوان است.
- تشنگی زیاد
- استفراغ بدون حالت تهوع
- اسهال آبکی و پرفشار و بدون دل‌درد که بیمار نتواند آن را کنترل کند.
- گرفتن ماهیچه‌های پشت ساق پا
- کم شدن ادرار
- ادرار با رنگ زرد
- درد گرفتن ماهیچه های بالایی کلیه ها و مثانه

البته باید توجه داشته باشید که هر کدام از این موارد بالا به تنهایی نشان‌گر وبا نیستند و یک فرد ممکن است همه نشانه‌های بالا را نداشته باشد. مدت زمان بروز بیماری از ۲ تا ۵ روز متغیر است.

## پیشگیری

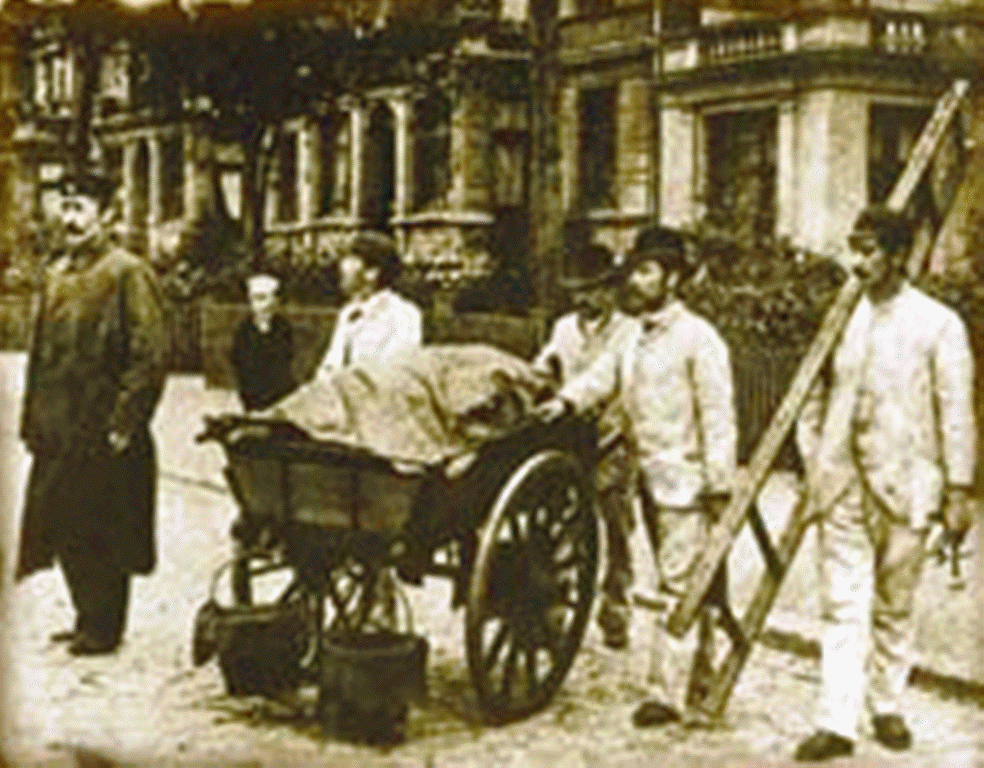
تیم ضدعفونی‌کننده در جریان همه‌گیری وبا در هامبورگ آلمان در سال ۱۸۹۲

اگرچه بیماری وبا می‌تواند مرگ‌آور باشد، اما می‌توان از آن پیشگیری کرد. در ایالات متحده آمریکا و اروپای غربی به علت استفاده از سیستم‌های آب و دفع بسیار پیشرفته، مرگامرگی تهدید مهمی نمی‌باشد.

## درمان
نخستین مرحله درمان، نوشاندن آب و الکترولیت‌ها به بیمار است. گام بعدی، دادن آنتی‌بیوتیک است که هم کمک به کاهش حجم مدفوع می‌کند و هم مدت بیماری را کوتاه می‌کند و همچنین سیکل انتقال را کوتاه و قطع می‌کند.

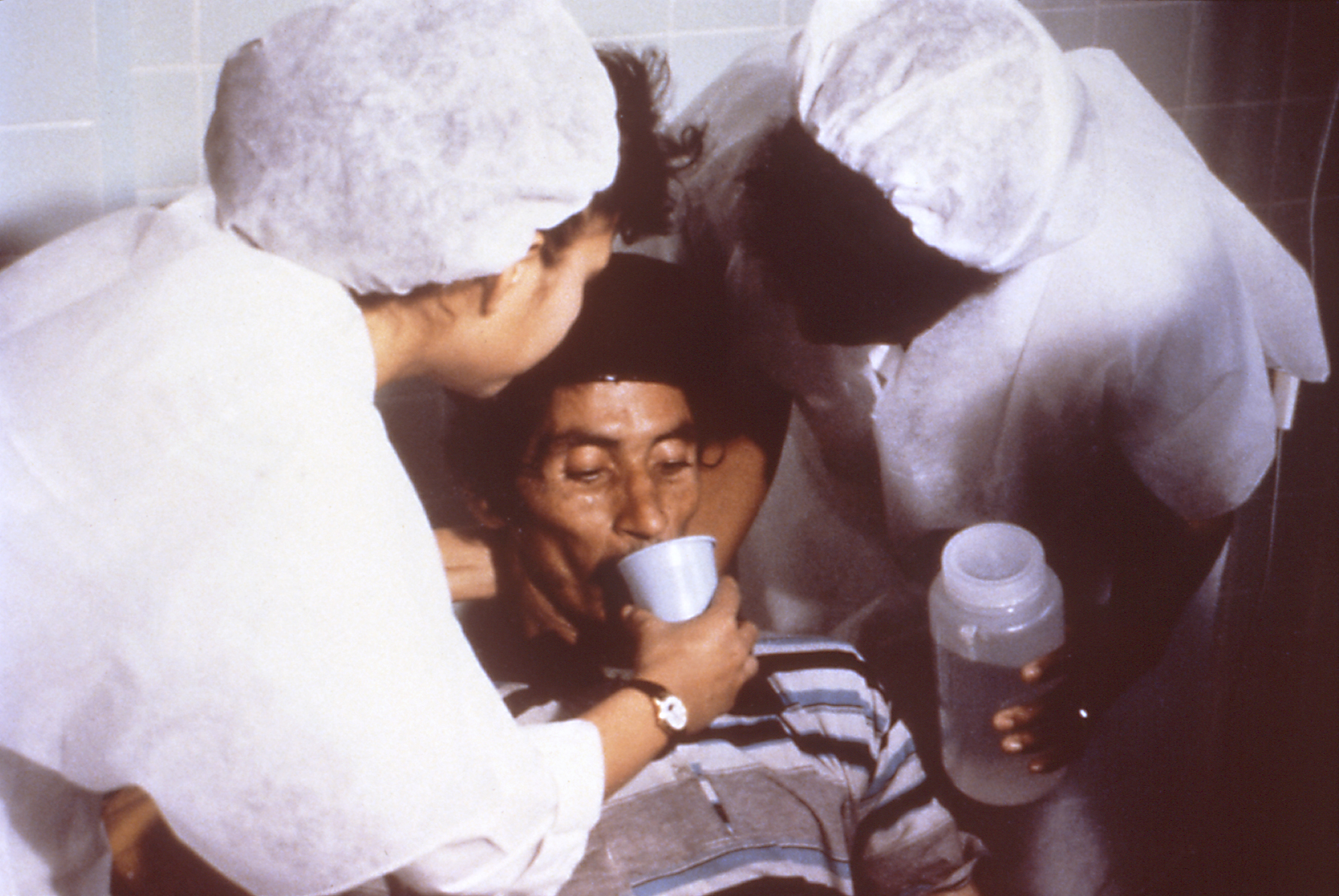
درمان وبا با نوشاندن الکترولیت به بیمار

برای نوشاندن آب و الکترولیت توجه به شدت اسهال و وضع کم‌آبی بیمار لازم است. در اسهال‌های خفیف و دهیدراتاسیون خفیف (زیر ۵٪) دادن آب و الکترولیت خوراکی (ORS) کافی است و اگر موجود نبود یا بیمار تحمل نکرد می‌توان از لعاب برنج (۵۰ گرم در لیتر)، نوشابه با نمک و… استفاده کرد. در بیماران با دهیدراسیون شدید (که بیش از ۱۰٪ آب از دست داده‌اند؛ دارای چشم‌های کاملاً گود رفته، خواب آلوده، فشار خون و نبض ضعیف) و همچنین در بیمارانی که استفراغ دارند یا در بیمارانی که در اغما هستند و همچنین بیماران دارای فلج روده باید سرم تزریق شود.
آنتی‌بیوتیک‌ها نقش مهمی در کاهش مدت، شدت بیماری و تسریع پاکسازی باکتری دارند اما تجویز آنتی‌بیوتیک ضروری نیست. آنتی‌بیوتیک‌های ماکرولید (آزیترومایسین یک گرم تک دوز و اریترومایسین ۲۵۰ میلی‌گرم هر ۶ ساعت برای ۳ روز) انتخاب اول می‌باشند. مقاومت ویبریوکلرا نسبت به تتراسایکلین (۵۰۰ میلی‌گرم هر ۶ ساعت تا ۳ روز) و داکسی سایکلین (۳۰۰ میلی‌گرم تک دوز) گسترش یافته‌است. برای کودکان و زنان باردار سفیکسیم، آمپی سیلین، آزیترومایسین و اریترومایسین مناسب است.

## واکسن وبا
واکسن وبا در ایران توسط پزشک، آذر اندامی تولید شد.
واکسنهای ساخته شده از باکتری کشته شده در زیر پوست مصونیتی کوتاه مدت ایجاد می‌کند. واکسن خوراکی با میکروب کشته شده دارای انواع مختلف است و همچنین حدوداً در ۵۰٪ موارد مؤثر است و مدت دوام واکسن حدود ۳ سال است. نوع دیگر واکسن با میکروب زنده ضعیف شده‌است که در دست بررسی می‌باشد. به‌طور معمول واکسن به عنوان پیشگیری وبا توصیه نمی‌شود و رعایت نکات بهداشتی برای جلوگیری وبا کافی است.

## سم وبا و مکانیسم بیماری
سم باکتری ویبریو کلرا کُلُراژن (Choleragen) یا توکسین وبا (Cholera Toxin) نامیده می‌شود. سم کُلُرا مهم‌ترین ساز و کارها اصلی بیماری‌زایی باکتری ویبریو کلرا محسوب می‌شود. این سم از نوع انتروتوکسین می‌باشد. این سم باعث تبدیل ATP به cAMP می‌شود. باعث دفع کردن یون کلر و مهار جذب یون سدیم می‌شود. هنگامی که باکتری ویبریو کلرا از معده گذشته و به دوازدهه که جایگاه حساس باکتری است می‌رسد به قشر مخاطی نفوذ کرده و به سلول‌های پوششی و پرزهای دوازدهه می‌چسبد و پس از چسبیدن به پرزهای دوازدهه و تکثیر زیاد، ۷۰ سانتی‌متر ابتدای رودهٔ کوچک را می‌پوشانند. باکتری ویبریو کلرا پس از تکثیر در روده، پاره شده و درونمایه آن که همان زهرابه یا سم وبا است وارد روده می‌شود.
زهرابهٔ مرگامرگی در روده سبب افزایش cAMP (سیکلیک اِی اِم پی) شده که خود سبب افزایش تراوش آب و الکترولیت به درون روده می‌شود و همچنین از جذب الکترولیت‌ها جلوگیری می‌کند.

## آسیب‌پذیری به باکتری وبا

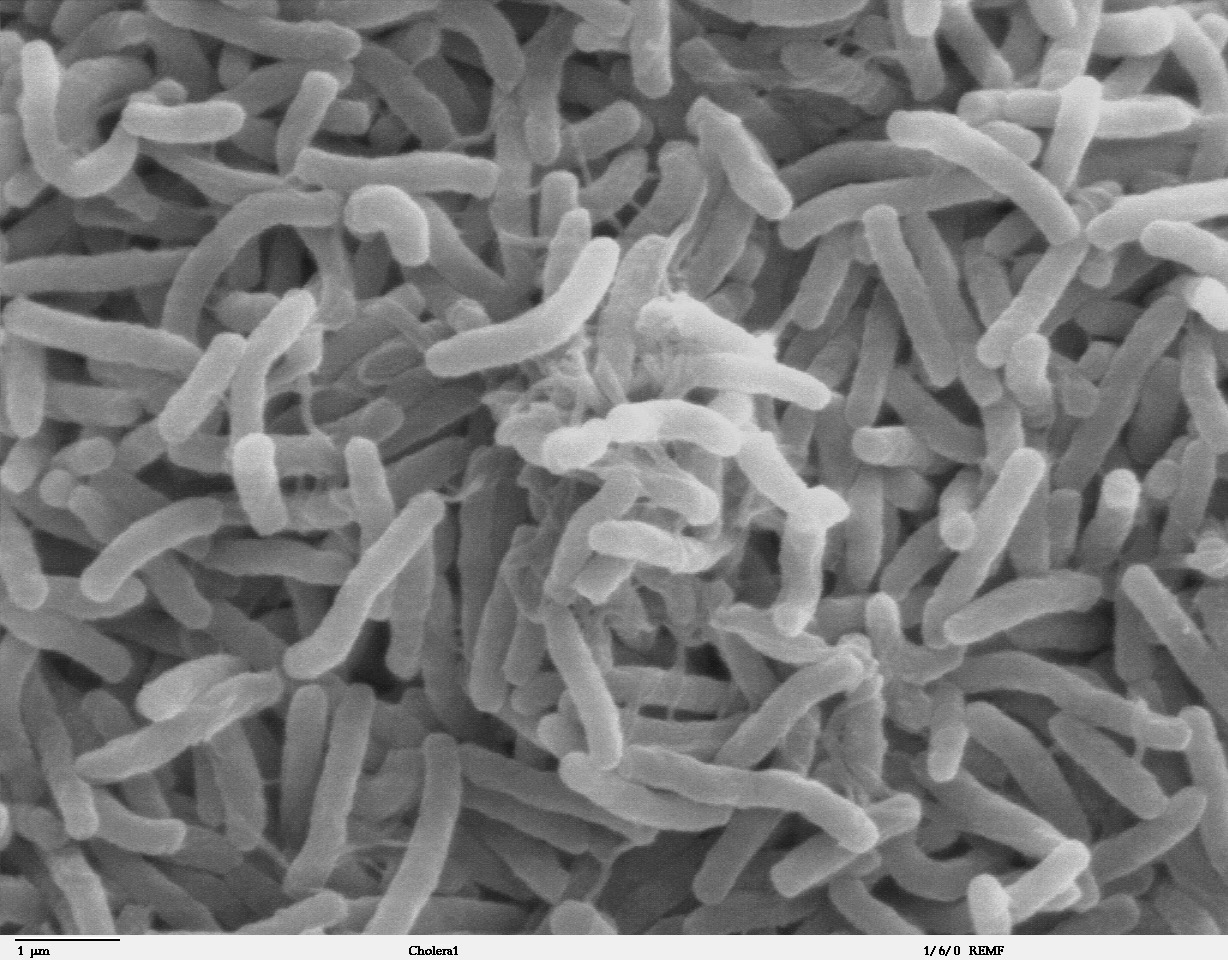
تصویر الکترو میکروسکپی از باکتری ویبریو کلرا

باکتری ویبریو کلرا به‌طور معمولی می‌تواند باعث ایجاد بیماری وبا در افراد سالم گردد، گرچه افزایش آسیب‌پذیری بدن افراد با ضعیف شدن سیستم ایمنی بدن رابطه دارد. افرادی که معده آن‌ها بخاطر استفاده داروهای ضد اسیدی (مانند رانیتیدین، سایمتیدین، امپرازول) یا تغذیه نامناسب کمتر اسیدی است، به این بیماری آسیب‌پذیرتر هستند.
پژوهش‌های همه‌گیرشناختی اخیر نشان می‌دهد که آسیب‌پذیری افراد به بیماری وبا با نوع و گروه خونی آن‌ها ارتباط دارد. افرادی که گروه خونی O دارند بیشترین آسیب‌پذیری نسبت به این بیماری دارند.

## چرخه زیستی باکتری وبا

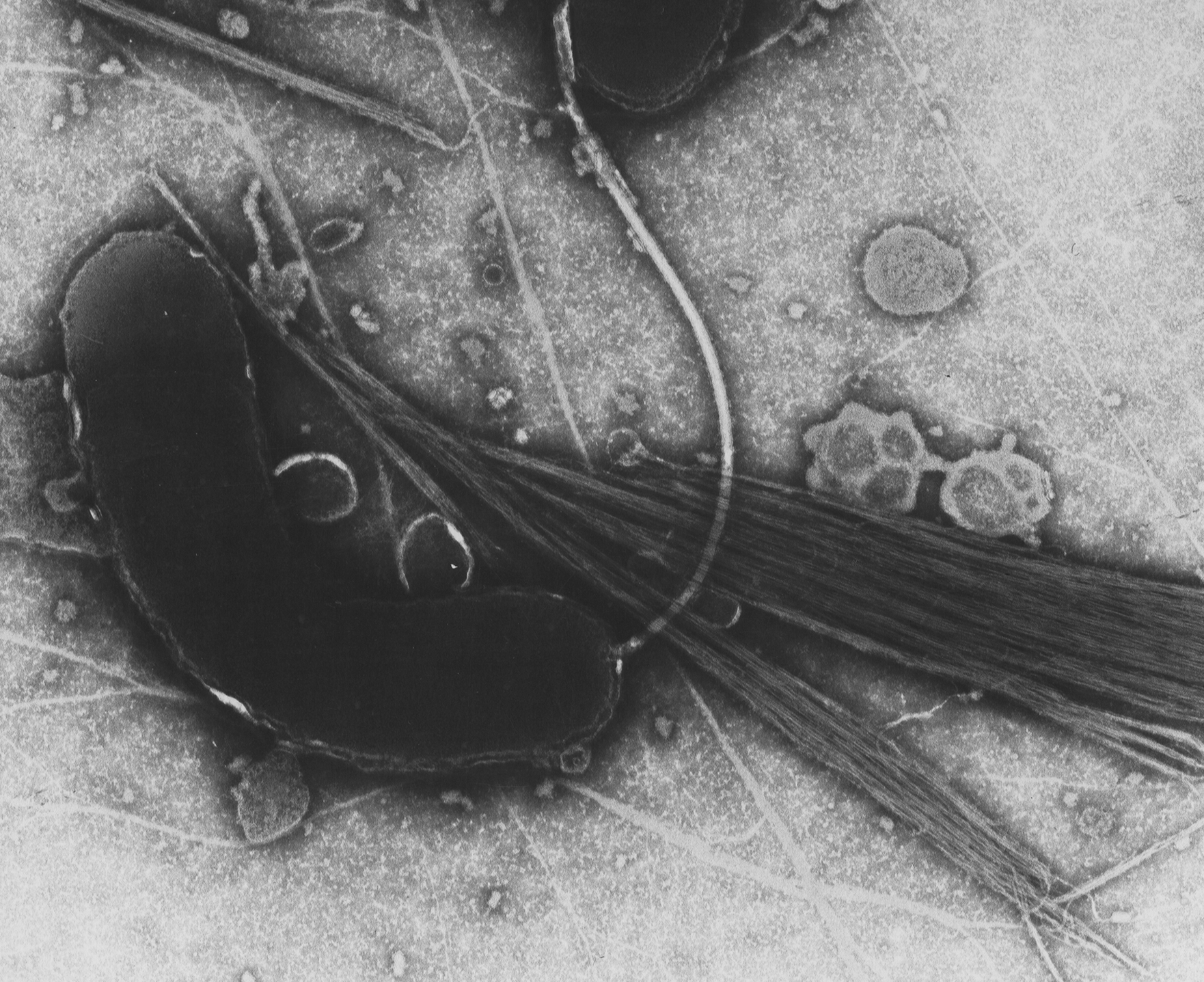
عکس میکروسکوپی باکتری ویبریو کلرا

مخزن اصلی وبا انسان است؛ ولی با تازگی ثابت گردیده که به‌طور طبیعی در جانداران ریز آب (پلانکتونها) در محل ورود رودخانه به دریا و در آب‌های کمی شور مزه نیز وجود دارد. باکتری ویبریو کلرا به‌طور طبیعی بر روی پلانکتونهای آب شیرین، آب کمی شور و آب دریا زندگی می‌کند. این منابع آب به ویبریو کلرا آلوده هستند و مواد غذایی شسته شده در آین آب‌ها و صدف‌هایی که در آن آب‌ها زندگی می‌کنند، را آلوده می‌کند و می‌توانند سپس به انسان منتقل شوند. وبا درروده کوچک انسان ساکن می‌شود هنگامی که هوا گرم باشد این باکتری رشد می‌کند.

## وبا در ایران

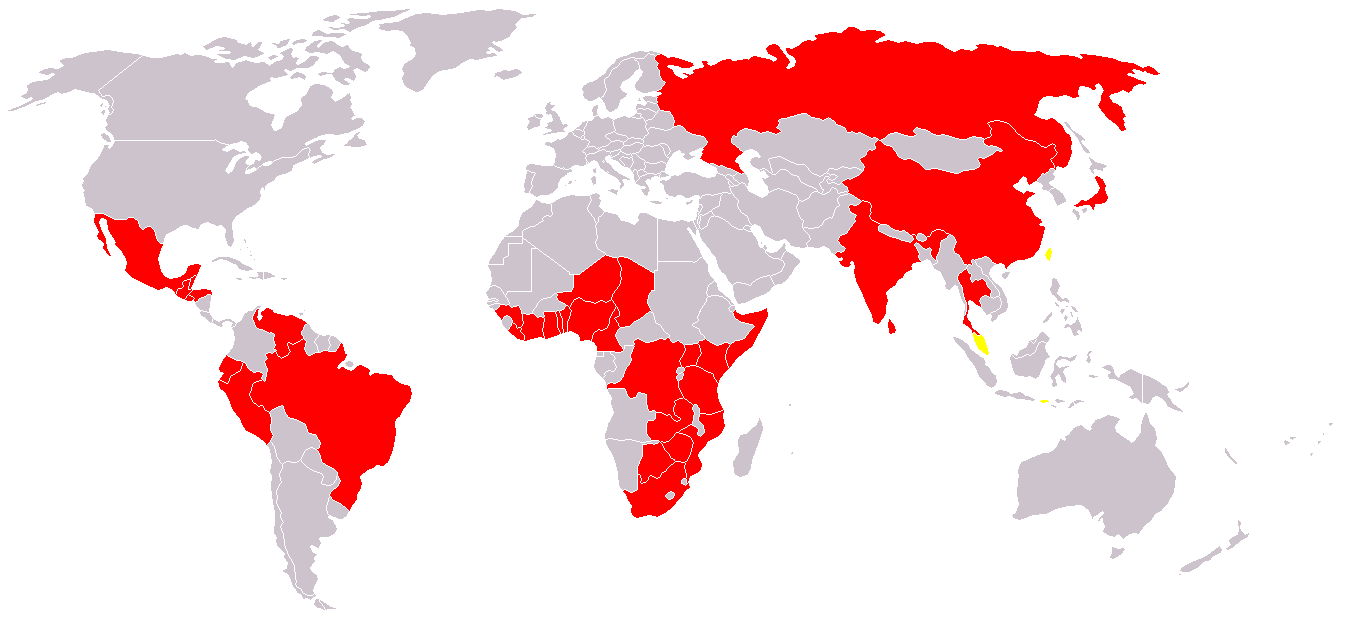
نقشهٔ گسترش وبا در جهان

وبا و طاعون یکی از مهم‌ترین دلایل فوت زودرس افراد در ایران محسوب می‌شد. عدم توجه به سلامت و بهداشت و کم توجهی عامه مردم به مسائل بهداشتی در شیوع این بیماری‌ها تأثیر فراوان داشته‌است. در این دوران، ارتباطی تنگاتنگ میان وبا و طاعون تصور می‌شد، به صورتی که در کتب تاریخی و طبی، این دو بیماری توامان اشاره شده‌است. بر اساس نظر طبیبان، ورود هوای عفونی وبایی باعث خلط و بروز طاعون می‌شد. به علاوه در این زمان، بر اساس گفتمان طبِ اسلامی، دعاهای مختلفی از پیامبر و امامان برای پیشگیری و مقابله با وبا و طاعون نقل می‌گردید.
- در دوران قاجار و پیش از آن بارها وبا در ایران شیوع پیدا کرد. در این دوران حکومت کار خاصی برای نجات جان مردم انجام نمی‌داد و تنها به مصون ماندن خود اکتفا می‌کردند.[۲۲]
- در بین سال‌های ۱۸۲۰ تا ۱۹۰۳ میلادی، ۷ اپیدمی بزرگ وبا، با نرخ مرگ و میر بالا، خصوصاً در بین کودکان در ایران اتفاق افتاد که بخشی از همه‌گیری جهانی وبا در آن دوران بود.[۲۳]
- سال ۱۲۳۵ ه‍.ق اولین اپیدمی وبا در ایران بود که از هند به خلیج فارس و بوشهر رسید و شیراز، اصفهان و ولایت آذربایجان به‌خصوص شهر تبریز را مبتلا کرد. تلفات در شهر شیراز نیز بسیار زیاد بود و به قولی دو سوم جمعیت شهر تلف شدند.[۲۴]
- در سال ۱۲۴۴ ه‍.ق وبا در گیلان شایع شد و به تهران رسید. همزمان در گیلان و مازندران طاعون نیز شایع شد. جمعیت گیلان و مازندران به شدت کاهش یافت. برآورد می‌شود که مجموعاً پانصدهزارنفر از جمعیت ایران در این سال تلف شدند. وبا تا سال ۱۲۵۰ ه‍.ق هر تابستان دوباره در گیلان و مازندران و تهران شایع شد.
- در سال ۱۲۶۰ ه‍.ق بار دیگر وبا در فارس، تهران، همدان و نائین شایع شد. تلفات شهرهای همدان و نائین بسیار زیاد بود. در تهران حتی حرمسرای محمدشاه نیز مبتلا شدند و دو همسر و یک دختر و پسر شاه مردند.
- درسال ۱۲۸۴ ه‍.ق وبای شدیدی در همه شهرهای ایران همه گیر می‌شود. طبق برآورد ژوزف دزیره تولوزان، پزشک مخصوص ناصرالدین شاه، حدود یکصدهزار نفر به خاطر ابتلا به وبا درگذشتند.[۲۲]
- درسال ۱۲۸۷ ه‍.ق وبا همراه قحطی پدیدار شد.[۲۲]
- درسال ۱۲۹۴ ه‍.ق وبای سختی در گیلان پدیدار گشت و ۱۰ تا ۱۲ هزار نفر را تلف کرد.[۲۲]
- درسال ۱۳۰۷ ه‍.ق وبا از کرمانشاهان وارد ایران شد.[۲۲]
- سخت‌ترین وبا در دورهٔ ۳۰ ساله حضور ژوزف دزیره تولوزان در ایران، در ۱۳۰۹ ه‍.ق از بادکوبه آغازشد و روسیه را گرفت و به اندک زمانی از شهرحاجی ترخان (آستراخان) به رشت رسید. در تابستان ۱۳۰۹ وبا به سمنان و دامغان زد و در اوایل محرم سال۱۳۱۰ در تهران شیوع یافت.[۲۲]
- در سال ۱۳۲۲ قمری همه‌گیری وبا رخ داد. به‌گفتهٔ یحیی دولت‌آبادی باعث بیماری دانش آموزان و تعطیلی معدود مدارس تازه تأسیس در تهران گشت با اینحال توصیه افراد آگاه برای جوشانیدن آب نوشیدنی مورد ملامت عوام قرار می‌گرفت… وی می‌گوید شهرتهران از نظر بهداشت و وجود آبهای روان که به همه جا بیماری را گسترش می‌دهند دستکمی از جاهای دور افتاده نداشته‌است…[۲۵]
- سال ۱۳۴۴ همه‌گیری (اپیدمی) وبا در ایران رخ داد و ایران منطقه آندمیک وبا شد اولین سروتایپ شناسایی شده در ایران سروتایپ اوگاوا بود.
- سروتایپ اینهابا اوایل سال۵۰ در ایران دیده شد و سپس به‌طور متناوب تا سال ۱۳۵۶ اینهابا و اوگاوا در ایران دیده می‌شد. پس از سال ۱۳۵۶ تقریباً تمام موارد در ایران اوگاوا بود.
- در ایران از سال ۷۹ تا ۸۴ سالانه نزدیک به ۱۰۰ مورد بیماری وبا گزارش گردیده‌است. (در اپیدمی ۱۳۷۷ حدود ۱۱۰۰۰ مورد وبا در ایران گزارش گردید؛ که تقریباً در تمام موارد میکروب از نوع التور سروتایپ اوگاوا بوده‌است) و باعث مرگ می‌شود.
- در اواخر شهریورماه سال ۱۴۰۱ و چند روز پس از راهپیمایی اربعین گزارش‌هایی مبنا بر ابتلای چندین نفر به وبا در رسانه‌های مختلف فارسی‌زبان منتشر شد.[۲۶][۲۷][۲۸]

## وبا در یمن
سازمان ملل متحد در تاریخ ۲۵ ژوئن اعلام کرد که بیش از ۲۰۰هزار نفر در یمن به بیماری وبا مبتلا گشته‌اند. سازمان بهداشت جهانی و صندوق کودکان سازمان ملل متحد در بیانیه مشترکی اعلام کردند که نوع بیماری وبا رایج در یمن از بدخیم‌ترین نوع آن است و در نتیجه این بیماری تاکنون بیش از ۱۳۰۰ نفر جان خود را از دست داده‌اند و آمار تلفات رو به افزایش است.

## قربانیان نامی وبا

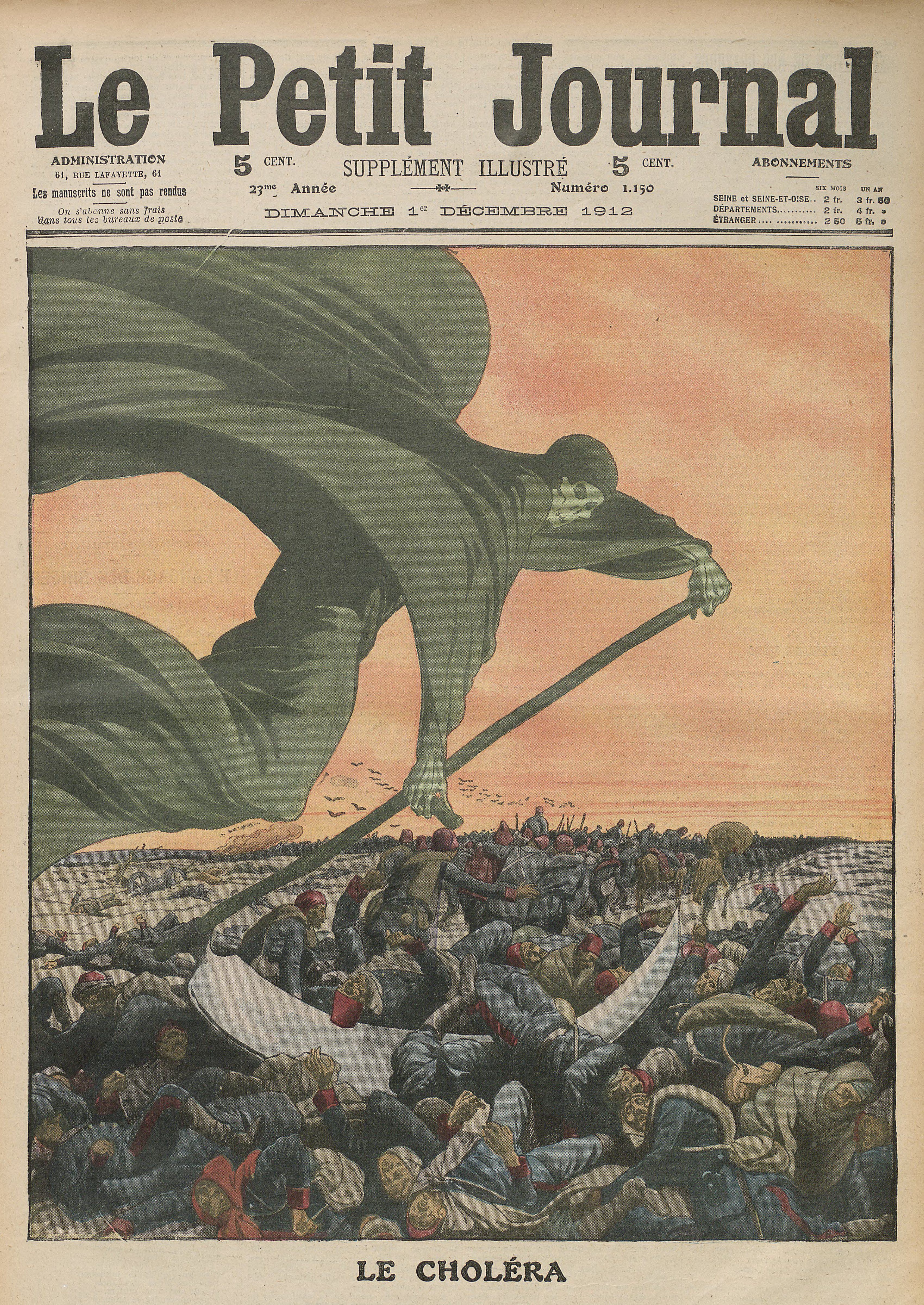
تصویری از روزنامهٔ لو پتی ژورنال: مرگ با وبا انسان را درو می‌کند.

- چایکوفسکی یک هفته پس از آغاز سمفونی شماره ۶ او به دلیل بیماری وبا درگذشت.
- هگل در ۱۴ نوامبر سال ۱۸۳۱ به سبب شیوع وبا فوت کرد.

## اطلاعات تاریخی دیگر
در زمان‌های گذشته، کسانی‌که با کشتی در دریا مسافرت می‌کردند اگر یکی یا شمار بیشتری از خدمه کشتی بیماری وبا می‌گرفتند پرچم زردی برمی‌افراشتند. قایق‌های با پرچم زرد برافراشته حق نداشتند که در هر بندری پهلو گیرند و بار خود را تهی‌سازی کنند.
1. وجود خون در مدفوع
2. اسهال آبکی
3. تب و لرز
4. حالت تهوع
5. اضطراب شدید